# Septmoncel les Molunes
Septmoncel les Molunes község Franciaország Burgundia-Franche-Comté régiójában, Jura megyében. Új községként 2017. január 1-jén jött létre Septmoncel és Les Molunes község egyesítésével. A korábbi községek egyesülésekor az új község lélekszáma 864 fő lett. Lakosainak száma 808 fő (2022. január 1.).

## Népesség
| Lakosok száma | 839  | 829  | 814  | 800  | 800  | 809  | 808  |
|               | 2015 | 2017 | 2018 | 2019 | 2020 | 2021 | 2022 |